# 細野藤敦
細野 藤敦（ほその ふじあつ）は、戦国時代から安土桃山時代にかけての武将。伊勢国安濃城主。

## 略歴
細野氏は長野工藤氏の分家で、長野工藤氏5代当主・豊藤の次男である藤信が家を興したのが始まりという。
天文10年（1541年）、細野藤光の子として誕生。藤敦は長野宗家に従って天文年間の垂水鷺山の戦いや永禄2年（1559年）の塩浜の戦いに従軍した。また、『勢陽五鈴遺響』によると、永禄年間に安濃城を拡築して本拠とした後、安濃津城を築いたという。
永禄11年（1568年）、織田信長による北伊勢への侵攻が始まり、滝川一益が安濃城攻撃を企図した際には四日市羽津で織田勢と戦い、勝利を収めた。その後、一益は藤敦の家臣である梯右近と内通し、夜襲を試みるも失敗、そこで分部光嘉や川北藤元らを通じて織田信包を長野氏の養嗣子とすることで和睦を試みるが、藤敦はこれを拒んだ。しかし藤敦が織田氏と手を結んだという流言を信じた主君・長野具藤が藤敦を討とうとしたため、藤敦はやむなく具藤の居城である長野城を攻撃し、具藤は一志郡多芸に逃亡した。
天正5年（1577年）、藤敦は信包が年賀の挨拶に出かけた隙に謀反を起こして長野城を奪還した。これに対し信長は一益の子・八丸（後の藤永、幼名は八麿とも）を藤敦の養嗣子とすることで和睦するが、天正8年（1580年）、信包によって居城・安濃城を攻撃されると藤敦は城に火を放って一身田専修寺に逃れた後、伊賀に落ち延びた。
その後、藤敦は高野山へ逃れ、次いで紀州の雑賀で織田軍と戦ったが、後に蒲生氏郷に仕え、長男の藤勝には3万石もの高禄が与えられた。しかしその後父子ともに会津を去り、藤敦は京に隠棲して伊三と号した。
慶長3年（1598年）、藤敦は豊臣秀吉に招きに応じて伏見城松ノ丸の守将となり、秀吉側室の松丸殿の家司を務めた。しかし秀吉の死後に松丸殿は兄・京極高次の居城である大津城に移っているため、家司の任は解かれたものと思われる。
慶長5年（1600年）の関ヶ原の戦いが起きた当時は在京しており、徳川家康に上方の詳細な様子を報じたものの（『譜牒余録』）、戦後失領した。『津市史』によれば、家康は藤敦の武勇を認めていたものの、余りにも老年であったため招聘はしなかったという。
慶長8年（1603年）2月26日に死去。享年64。法名は永盛。